# Missisquoi (district électoral)
Pour les articles homonymes, voir Missisquoi.
Missisquoi est un ancien district provincial du Québec qui a existé de la confédération jusque dans les années 1970.

## Historique
Suivie de : Brome-Missisquoi

## Liste des députés

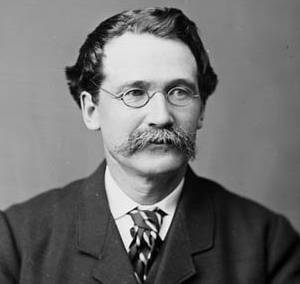
George Barnard Baker est député de Missisquoi de 1875 à 1878

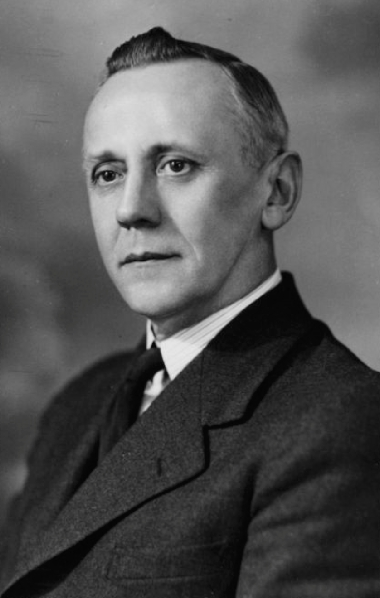
Henri A. Gosselin est député de Missisquoi de 1939 à 1948

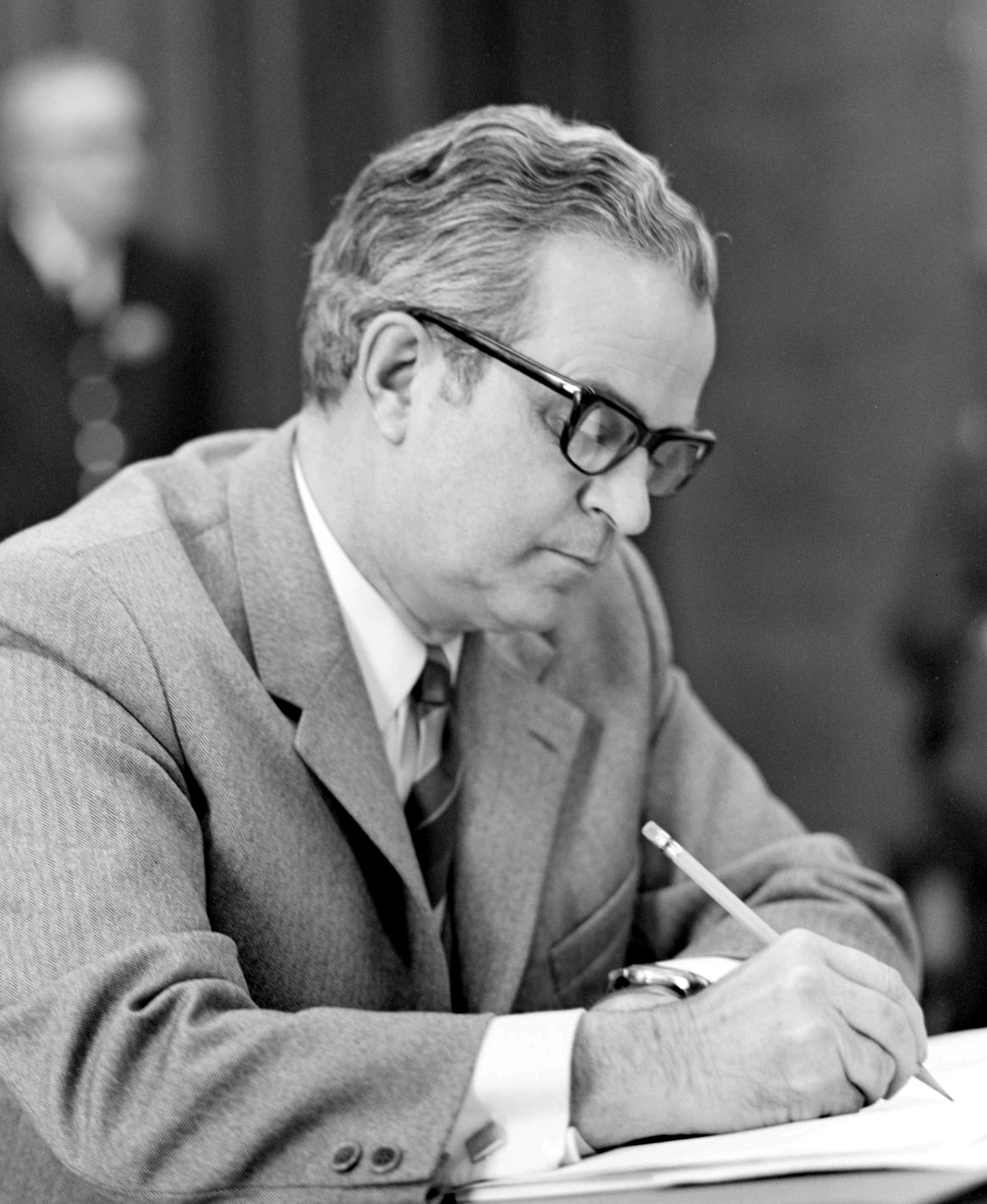
Jean-Jacques-Bertrand est député de Missisquoi de 1948 à 1973. Il est Premier ministre du Québec de 1968 à 1970

|  | 1867 - 1871 | Josiah Sandford Brigham                | Conservateur    |
|  | 1871 - 1875 | Josiah Sandford Brigham                | Conservateur    |
|  | 1875 - 1876 | George Barnard Baker                   | Conservateur    |
|  | 1876 - 1878 | George Barnard Baker                   | Conservateur    |
|  | 1878 - 1881 | Ernest Racicot                         |                 |
|  | 1881 - 1886 | Elijah Edmund Spencer                  | Conservateur    |
|  | 1886 - 1887 | Elijah Edmund Spencer                  | Conservateur    |
|  | 1888 - 1890 | Elijah Edmund Spencer                  | Conservateur    |
|  | 1890 - 1892 | Elijah Edmund Spencer                  | Conservateur    |
|  | 1892 - 1897 | Elijah Edmund Spencer                  | Conservateur    |
|  | 1897 - 1898 | John Charles James Sarsfield McCorkill | Libéral         |
|  | 1898 - 1900 | Cédric Lemoine Cotton                  | Libéral         |
|  | 1900 - 1904 | Joseph-Jean-Baptiste Gosselin          | Libéral         |
|  | 1904 - 1908 | Joseph-Jean-Baptiste Gosselin          | Libéral         |
|  | 1908 - 1912 | Joseph-Jean-Baptiste Gosselin          | Libéral         |
|  | 1912 - 1916 | Joseph-Jean-Baptiste Gosselin          | Libéral         |
|  | 1916 - 1919 | Joseph-Jean-Baptiste Gosselin          | Libéral         |
|  | 1919 - 1923 | Alexandre Saurette                     | Libéral         |
|  | 1923 - 1927 | Alexandre Saurette                     | Libéral         |
|  | 1927 - 1931 | Alexandre Saurette                     | Libéral         |
|  | 1931 - 1935 | Alexandre Saurette                     | Libéral         |
|  | 1935 - 1936 | François-A. Pouliot                    | Conservateur    |
|  | 1936 - 1939 | François-A. Pouliot                    | Union nationale |
|  | 1939 - 1944 | Henri Gosselin                         | Libéral         |
|  | 1944 - 1948 | Henri Gosselin                         | Libéral         |
|  | 1948 - 1952 | Jean-Jacques Bertrand                  | Union nationale |
|  | 1952 - 1956 | Jean-Jacques Bertrand                  | Union nationale |
|  | 1956 - 1960 | Jean-Jacques Bertrand                  | Union nationale |
|  | 1960 - 1962 | Jean-Jacques Bertrand                  | Union nationale |
|  | 1962 - 1966 | Jean-Jacques Bertrand                  | Union nationale |
|  | 1966 - 1970 | Jean-Jacques Bertrand                  | Union nationale |
|  | 1970 - 1973 | Jean-Jacques Bertrand                  | Union nationale |